# La Crique oubliée
Pour plus de détails, voir Fiche technique et Distribution.
La Crique oubliée (La caleta olvidada) est un film chilien réalisé par Bruno Gebel, sorti en 1958.

## Fiche technique
- Titre : La Crique oubliée
- Titre original : La caleta olvidada
- Réalisation : Bruno Gebel
- Scénario : Isidora Aguirre et Bruno Gebel
- Musique : Juan Orrego-Salas
- Photographie : Mario Ferrer et Enrique Ritter
- Montage : Antonio Ripoll
- Pays :  Chili
- Genre : Drame
- Dates de sortie : 
  -  France : mai 1958 (festival de Cannes)

## Distribution
- Armando Fenoglio
- Fernando Davanzo
- Claudio Di Girolamo
- Sara Astica
- Ximena Marin : Suzi
- Marcelo Gaete
- Luis Alarcón

## Distinctions
Le film a été présenté en sélection officielle en compétition au Festival de Cannes 1958.